# Kevin Hesbois
Kevin André Hesbois (Mechelen, 30 november 1990) is een golfer uit België.
Hij is lid van de Keerbergen Golfclub en werd clubkampioen in 2007, 2008, 2011 en 2014. Hij speelde vanaf 2005 in het nationale jeugdteam van België en sinds 2007 in het nationale amateursteam.

## Amateur
In 2008 won hij het Internationaal Jeugd Open op Toxandria. Hij had een score van -4, net als Daan Huizing. De play-off werd pas op de vierde hole beslist, toen Hesbois zijn bal van buiten de green in de hole chipte. Door deze overwinning kreeg hij een wildcard voor het KLM Open op de Kennemer. In de zomer van 2008 ging hij aan de Lamar Universiteit studeren. Hij speelde voor de Lamar Cardinals. Na zijn derde studiejaar stond hij in de top 150 van de Amerikaanse lijst van golfamateurs. Zijn doel was om in zijn vierde jaar de top 100 te halen.
In 2009 zat hij in het Belgische team dat in Wales het Europees Landen Team Kampioenschap speelde samen met Hugues Joannes, Xavier Feyaerts, Dimitri van Doren, Christopher Mivis en Jean Relecom. Hij was de beste amateur bij de Challenge Flory Van Donck en eindigde op de tweede plaats. 
In 2012 haalde hij de finale van het NK Matchplay (Royal Latem Golf Club).
In 2014 won hij opnieuw de King's Prize en het Belgian International Amateur & het NK Strokeplay, dat gelijktijdig op de Royal Antwerp Golf Club werd gespeeld. Ook werd hij tweede bij de Trophée des Regions in Montpellier/Masane. Verder speelde hij acht toernooien op de Alps Tour en won hij daar de Challenge Flory Van Donck. In september ging hij naar de Tourschool, waar hij in Stage 1 als 39ste eindigde.

### Gewonnen
- 2007: Philip Chabeau Trophy (NK U18), Belgian Masters
- 2008: Philip Chabeau Trophy, Jaques du Vivier Trophy, Internationaal Jeugd Open op Toxandria
- 2009: NK Matchplay
- 2013: King's Prize (Royal Waterloo Golf Club)
- 2014: King's Prize (Golf de Rigenée), Belgian International Amateur & National Stroke Play Championship,  Facilicom Amateur Open of Flanders
- 2020: VIVACOM Pro-Am BlackSeaRama

Alps Tour
- 2013: Grand Prix de Baule (Golf de la Baule)
- 2014: Challenge Flory Van Donck (-6)

### Teams
- Eisenhower Trophy: 2008 in Adelaide, 2014 in Karuizawa (Oost-Nagano), Japan.

## Professional
In 2015 werd Kevin Hesbois professional. Hij speelt zowel op de Alps Tour als de Challenge Tour.